# New World (Band)
New World war eine australische Soft-Pop-Band, deren größter Hit, Tom Tom Turnaround, 1971 veröffentlicht wurde.

## Bandgeschichte
Die Gruppe wurde 1965 von dem Briten John Lee (* 9. März 1944 in Ashtead) und dem Australier Mel Noonan (* 10. November 1943 in Sydney) gegründet. 1968 kam als dritter Mann der Schotte John Kane (* 18. April 1946 in Glasgow) hinzu. In Australien waren sie dann bald eine der bekanntesten Bands.
Anfang der 1970er Jahre sahen die Songwriter Nicky Chinn und Mike Chapman die Gruppe im Fernsehen, holten sie nach Europa und stellten den Kontakt zu dem Plattenboss Mickie Most her. Der verpflichtete die Band sofort für sein Plattenlabel RAK Records.
Ihre erste Veröffentlichung, Rose Garden, landete 1971 schon auf Platz 15 in Großbritannien. Ironischerweise wurde zum selben Zeitpunkt eine Version dieses Liedes mit der Country-Sängerin Lynn Anderson veröffentlicht – und landete auf Platz eins vieler internationaler Hitparaden.
Der größte Hit von New World sollte dann im selben Jahr aber Tom Tom Turnaround werden, der es auf Platz sechs in Großbritannien und auf Platz zehn in Deutschland brachte. Kara, Kara, ebenfalls 1971, war dann schon nicht mehr so erfolgreich (Platz 17 auf der Insel und Platz 31 in Deutschland). Beide Titel waren in deutscher Fassung mit dem Sänger Peter Orloff erfolgreich (Cora, komm nach Haus bzw. Immer wenn ich Josy seh’). Auch New World veröffentlichte 1971 eine Fassung von Kara Kara mit deutschem Text.
1972 gelang ihnen mit Sister Jane aber dann doch noch mal Platz 9 in England. Im selben Jahr nahmen sie auch Living Next Door to Alice auf, das aber floppte. 1976 wurde das Lied neu aufgelegt, diesmal mit Smokie, und wurde ein Welthit.
Die letzte Veröffentlichung von New World notiert aus dem Jahr 1976.

## Diskografie

### Alben
- 1971: New World (RAK SRAK 502)
- 1973: Believe in Music (RAK SRAK 506)
- 1975: Yesterday’s Gone (EMI EMC 3702)

### Singles

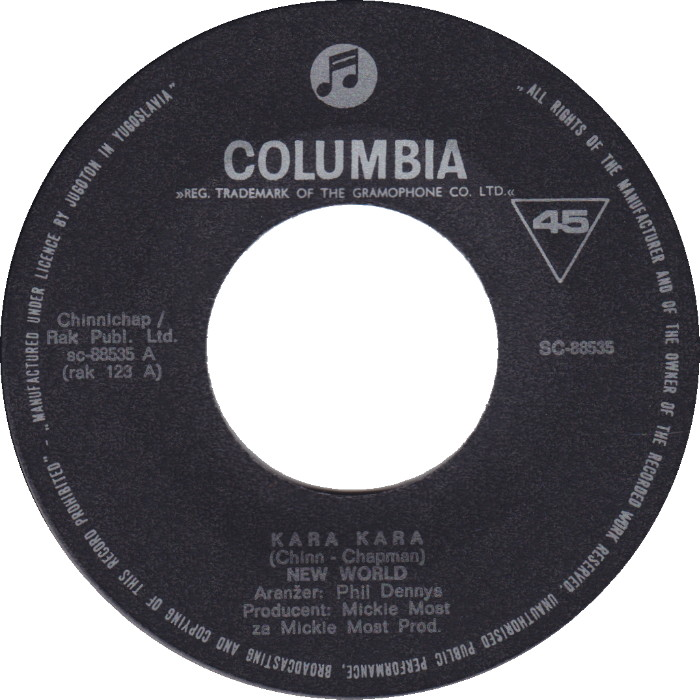
Schallplatte zu Kara, Kara.

- 1968: Try to Remember (Albert Productions A-8589)
- 1969: Feed the Birds (Albert Productions A-8952)
- 1970: I’ll Catch the Sun (Decca F13031)
- 1970: Something’s Wrong (Decca F13086)
- 1971: Rose Garden (RAK 111)
- 1971: Tom Tom Turnaround (RAK 117)
- 1971: Kara, Kara (RAK 123)
- 1972: Sister Jane (RAK 130)
- 1972: Living Next Door to Alice (RAK 142)
- 1973: Rooftop Singing (RAK 148)
- 1974: Old Shep (RAK 165)
- 1974: Do It Again (EMI 2158)
- 1974: Sweet Dreams (EMI 2194)
- 1974: I’m a Clown (EMI 2234)
- 1975: Sitting in the Sun (EMI 2312)
- 1976: But Not Afraid to Dream (EMI 2464)
- 1976: Homemade Sunshine (EMI 2547)